# Пеньялолен
Пеньялолен (ісп. Peñalolén) — комуна в Чилі. Одна з міських комун міста Сантьяго. Входить до складу провінції Сантьяго і Столичного регіону.

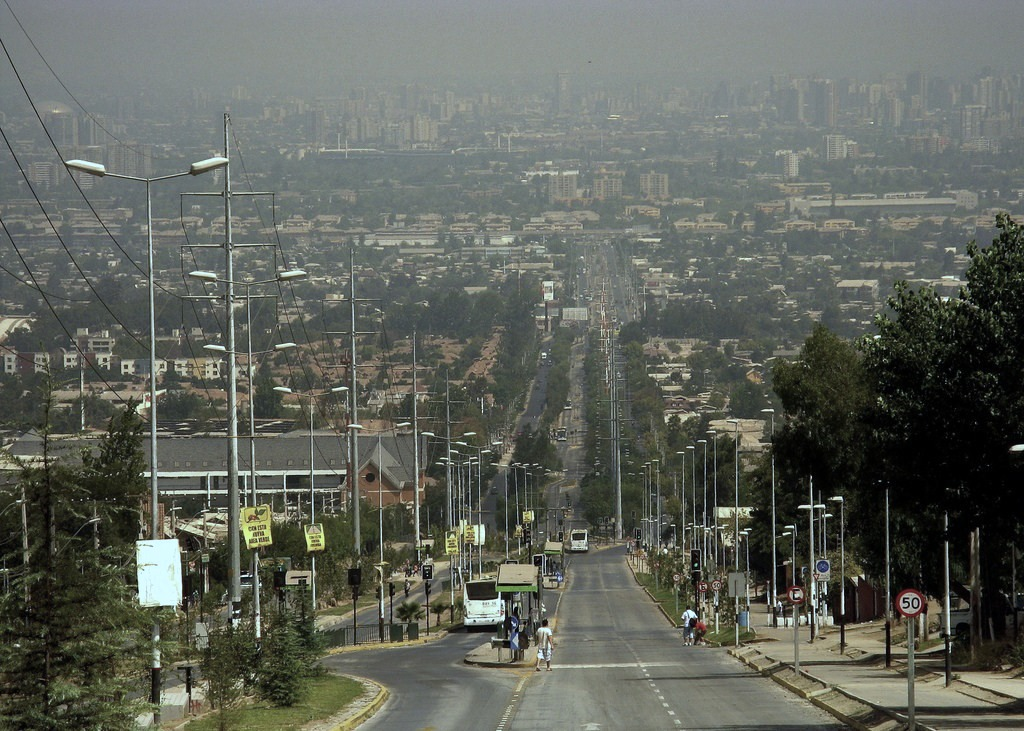
Вид на Грецький проспект з Пеньялолен-Альто.

Територія — 54 км². Чисельність населення - 241 599 мешканців (2017). Щільність населення - 4474,1 чол./км².

## Розташування
Комуна розташована на сході міста Сантьяго.
Комуна межує:
- на півночі - з комуною Ла-Рейна
- на північному сході - з комуною Лас-Кондес
- на півдні - з комуною Ла-Флорида
- на заході — з комунами Нюньйоа, Макуль